# Горошок блідий
Горошок блідий, чина бліда (Lathyrus pallescens) — вид рослин з родини бобові (Fabaceae), поширений у пд.-сх. Європі й зх. Азії, Казахстані.

## Опис
Багаторічна рослина 20–60 см завдовжки. Листки в кількості 2–3 пар, лінійно-ланцетні або лінійні. Квітконоси значно перевищують листки. Китиці з 3–10 жовтувато-білих 15–17 мм довжиною квіток. Боби лінійні, 40–45 мм завдовжки, 3–4 мм завширшки.

## Поширення
Поширений у пд.-сх. Європі й зх. Азії, Казахстані.
В Україні вид зростає на лісових галявинах, освітлених схилах, засмічених місцях — на півдні Лісостепу, півночі Степу і в Криму; медоносна.